# Закалев
Закалев (пол. Zakalew) — село в Польщі, у гміні Коцьк Любартівського повіту Люблінського воєводства.
Населення — 136 осіб (2011).

## Демографія
Демографічна структура станом на 31 березня 2011 року:
|          | Загалом | Допрацездатний вік | Працездатний вік | Постпрацездатний вік |
| -------- | ------- | ------------------ | ---------------- | -------------------- |
| Чоловіки | 72      | 14                 | 46               | 12                   |
| Жінки    | 64      | 13                 | 34               | 17                   |
| Разом    | 136     | 27                 | 80               | 29                   |